# Clàssica de Sant Sebastià 2012
La Clàssica de Sant Sebastià 2012 és la 32a edició de la Clàssica de Sant Sebastià i es va disputar el dimarts 14 d'agost de 2012 a Euskadi sobre un recorregut de 234 quilòmetres. La cursa començà i acabà a Sant Sebastià.
L'espanyol Luis León Sánchez (Rabobank ProTeam) s'imposà en solitari per davant de l'australià Simon Gerrans (Orica-GreenEDGE) i el belga Gianni Meersman (Lotto-Belisol). Aquesta fou la darrera cursa com a ciclista professional d'Aleksandr Vinokúrov, el qual pocs dies abans havia guanyat la medalla d'or en la cursa en ruta dels Jocs Olímpics de Londres.

## Equips
20 equips participen en aquesta edició de la Clàssica de Sant Sebastià, els 18 equips ProTour i dos equips continentals professionals: Andalucía-Caja Granada i Caja Rural.
| Núm     | Codi | Equip                   |
| ------- | ---- | ----------------------- |
| 1-8     | AST  | Astana Qazaqstan Team   |
| 11-18   | SKY  | Team Sky                |
| 21-28   | LIQ  | Liquigas-Cannondale     |
| 31-38   | KAT  | Team Katusha            |
| 41-48   | OPQ  | Omega Pharma-Quick Step |
| 51-58   | BMC  | BMC Racing Team         |
| 61-68   | RNT  | RadioShack-Nissan       |
| 71-77   | OGE  | Orica-GreenEDGE         |
| 81-88   | GRS  | Garmin-Sharp            |
| 91-98   | LTB  | Lotto-Belisol           |
| 101-108 | MOV  | Movistar Team           |

| Núm     | Codi | Equip                  |
| ------- | ---- | ---------------------- |
| 111-118 | EUS  | Euskaltel–Euskadi      |
| 121-126 | LAM  | Lampre-ISD             |
| 131-138 | RAB  | Rabobank ProTeam       |
| 141-148 | VCD  | Vacansoleil-DCM        |
| 151-158 | ALM  | AG2R La Mondiale       |
| 161-168 | FDJ  | FDJ-BigMat             |
| 171-177 | STB  | Team Saxo-Tinkoff      |
| 181-188 | CJR  | Caja Rural             |
| 191-198 | ACG  | Andalucía-Caja Granada |

## Classificació final
|    | Ciclista                  | Equip             | Temps      | UCI World Tour Punts |
| -- | ------------------------- | ----------------- | ---------- | -------------------- |
| 1  | Luis León Sánchez (ESP)   | Rabobank ProTeam  | 5h 55' 34" | 80                   |
| 2  | Simon Gerrans (AUS)       | Orica-GreenEDGE   | + 7"       | 60                   |
| 3  | Gianni Meersman (BEL)     | Lotto-Belisol     | + 7"       | 50                   |
| 4  | Christophe Le Mével (FRA) | Garmin-Sharp      | + 7"       | 40                   |
| 5  | Bauke Mollema (NED)       | Rabobank ProTeam  | + 7"       | 30                   |
| 6  | Mauro Santambrogio (ITA)  | BMC Racing Team   | + 7"       | 22                   |
| 7  | Mads Christensen (DEN)    | Team Saxo-Tinkoff | + 7"       | 14                   |
| 8  | Joaquim Rodríguez (ESP)   | Team Katusha      | + 7"       | 10                   |
| 9  | Xavier Florencio (ESP)    | Team Katusha      | + 7"       | 6                    |
| 10 | Diego Ulissi (ITA)        | Lampre-ISD        | + 7"       | 2                    |